# 德拉图·图卢
德拉图·图卢（1972年3月21日—），生于贝科吉，埃塞俄比亚女子长跑运动员，赢得1992年奥运会和2000年奥运会10000米金牌，2004年奥运会10000米铜牌，以及1995年世界田径锦标赛银牌、2001年世界田径锦标赛金牌。

## 外部連結
- 德拉图·图卢在的頁面
- Derartu Tulu at International Olympic Committee